# Gęzyn
Gęzyn ist eine Ortschaft mit einem Schulzenamt der Landgemeinde Poraj im Powiat Myszkowski der Woiwodschaft Schlesien in Polen.

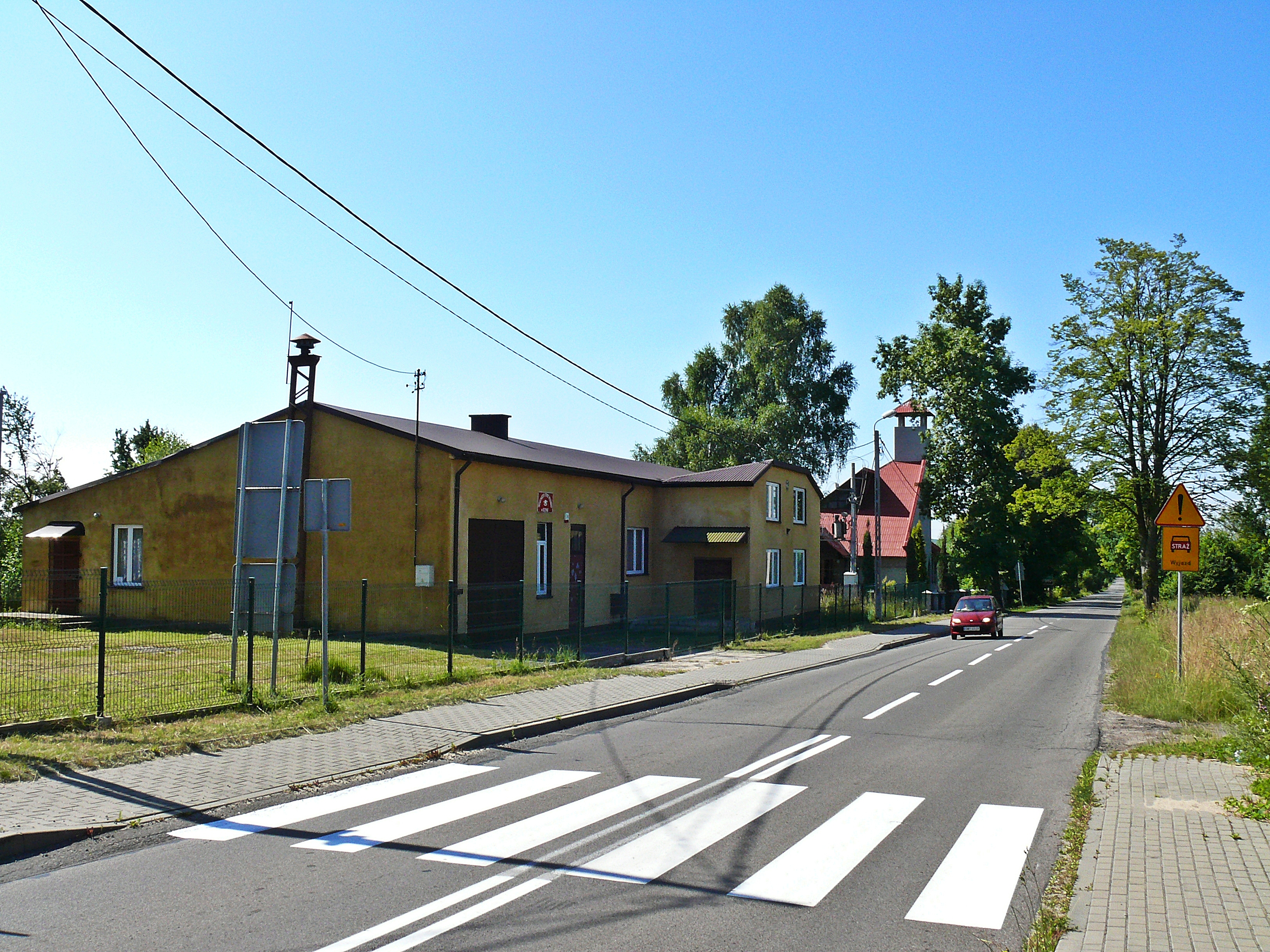
Weg durch das Dorf bei der Ortskirche

## Geschichte
Der Ort Gaszyn, Ganszin wurde im Jahr 1437 vom Michał Studzionka de Kieszer in seinem Wald bei Koziegłowy auf 22 Hufen gegründet. Der Name ist vom Personennamen Gęga (gęga – gęś – Gans) mit dem Suffix -in abgeleitet.
Der Ort lag im Herzogtum Siewierz, das im Jahr 1443 vom Teschener Herzog Wenzel I. dem Krakauer Bischof Zbigniew Oleśnicki verkauft wurde. Zunächst gehörte das Dorf zu den Gütern von Koziegłowy, ab 1519 zu den Gütern von Siewierz.
Erst 1790 wurde das Herzogtum Siewierz formal an das Königreich Polen-Litauen angegliedert und war der Woiwodschaft Krakau administrativ angegliedert. Nach der dritten Teilung Polens von 1795 gehörte das Dorf bis 1807 zu Neuschlesien. 1807 kam es ins Herzogtum Warschau und 1815 ins neu entstandene russisch beherrschte Kongresspolen.
Nach dem Ende des Ersten Weltkriegs kam Gęzyn zu Polen, Woiwodschaft Kielce. Beim Überfall auf Polen 1939 wurde das Gebiet von den Deutschen besetzt und dem Landkreis Warthenau im neuen „Ostoberschlesien“ zugeordnet.
Von 1975 bis 1998 gehörte Gęzyn zur Woiwodschaft Częstochowa.